# O País Distorcido
O País Distorcido (ou O pais distorcido: o Brasil, a globalização a cidadania) é um livro publicado em 2002 que reúne artigos, depoimentos e entrevistas de Milton Santos, geógrafo brasileiro, para a Folha de S.Paulo, desde 1981 até 2001, ano de sua morte. A obra foi organizada por Wagner Costa Ribeiro, professor do departamento de geografia e do Programa de Pós-Graduação em Ciências Ambientais da USP e possui ensaio de Carlos Walter Porto-Gonçalves.

## Características
Nos textos escritos durante 20 anos, Milton Santos defende a ideia de que a reforma agrária aceleraria o êxodo rural, assim como a pesquisa deveria ser debatida também fora das esferas universitárias. Santos foca o estudo da Geografia a partir das mudanças sociais.
A coletânea de textos, com característico estilo e independência, é dividida em três:
- "O País Distorcido", que trata sobre o Brasil;
- "Por uma Globalização Mais Humana", aborda o tema de globalização;
- "Os Deficientes Cívicos", cidadania.

O autor expõe problemas como o debate político pelo mercado eleitoral e o alheamento da população brasileira em relação ao continente africano.

## Prêmios
A obra ganhou o Prêmio Jabuti no ano de 2003 pela capa da edição da Publifolha feita pela capista Paula Astiz.